# Campecopea hirsuta
Campecopea hirsuta is een pissebed uit de familie Sphaeromatidae. De wetenschappelijke naam van de soort is voor het eerst geldig gepubliceerd in 1804 door Montagu.